# Pagamea puberula
Pagamea puberula är en måreväxtart som beskrevs av Julian Alfred Steyermark. Pagamea puberula ingår i släktet Pagamea och familjen måreväxter. Inga underarter finns listade i Catalogue of Life.